# 360 (singolo)
360 è un singolo della cantante britannica Charli XCX, pubblicato il 10 maggio 2024 come secondo estratto dal sesto album in studio Brat.
Il brano ha rivevuto recensioni favorevoli da parte della critica musicale, ottenuto due candidature alla 67ª edizione dei Grammy Awards, tra cui alla registrazione dell'anno e al miglior videoclip.

## Descrizione
Il brano, scritto dalla stessa cantante, Omer Fedi, Blake Slatkin, Finn Keane, Cirkut e A. G. Cook, quest'ultimi produttori del brano.
Il testo della canzone fa riferimento a diversi colleghi e amici dell'artista, tra cui A. G. Cook, la modella Gabriella Leigh Bechte, la cantante Nasty Cherry, ex membro del gruppo di Charli, il fidanzato di Charli XCX George Daniel dei The 1975, e, nel ritornello della canzone, l'attrice Julia Fox.
Il 31 maggio è stata pubblicata una versione remix del brano, con l'aggiunta vocale della cantante svedese Robyn e del rapper svedese Yung Lean.

## Video musicale
Il video musicale del brano, diretto da Aidan Zamir, è stato pubblicato il 10 maggio 2024 attraverso il canale YouTube della cantante. Il video vede la partecipazione di Chloë Sevigny, Julia Fox, Rachel Sennott, Emma Chamberlain, Chloe Cherry, Hari Nef e altre modelle, attrici e influencer.

## Accoglienza
Lindsay Zoladz del The New York Times ha definito il brano «ironicamente divertente, deliziosamente orecchiabile» e «infinitamente citabile». Natalie Zannikos di Elle ha definito 360 «un assoluto ear-worm electro-pop» con una «sorta di orecchiabilità irresistibile».
Matthew Kim di The Line of Best Fit, ha scritto che i testi sicuri di sé di 360 «suonano non tanto come riaffermazioni della grandezza di [Charli XCX] quanto piuttosto come tentativi di convincere se stessa e di conviverci».

## Riconoscimenti
Grammy Awards
- 2025 – Candidatura alla registrazione dell'anno
- 2025 – Candidatura al miglior videoclip

MTV Europe Music Awards
- 2024 – Candidatura al miglior video

MTV Video Music Awards
- 2024 – Candidatura al migliore direzione artistica

UK Music Video Awards
- 2024 – Video dell'anno
- 2024 – Miglior video pop britannico
- 2024 – Candidatura al miglior styling in un video
- 2024 – Candidatura al miglior colour grading in un video

## Tracce
Testi e musiche di Charlotte Aitchison, Alexander Guy Cook, Henry Walter, Finn Keane, Omer Fedi, Blake Slatkin.
1. 360 – 2:13

The 360 Remix with Robyn and Yung Lean
1. The 360 Remix (feat. Robyn e Yung Lean) – 2:09

## Classifiche

### Classifiche settimanali
| Classifica (2024) | Posizione massima |
| ----------------- | ----------------- |
| Australia         | 24                |
| Canada            | 42                |
| Grecia            | 74                |
| Irlanda           | 11                |
| Lituania          | 86                |
| Nuova Zelanda     | 33                |
| Portogallo        | 100               |
| Regno Unito       | 11                |
| Stati Uniti       | 41                |

### Classifiche di fine anno
| Classifica (2024) | Posizione |
| ----------------- | --------- |
| Regno Unito       | 100       |